# Richard Ovenden
Richard Ovenden (25 de março de 1964) é um bibliotecário e escritor britânico. Atualmente, ele é o 25º bibliotecário da Bodleian Libraries [en] na Universidade de Oxford, tendo sido nomeado em 2014. Atua como diretor do grupo Jardins, Bibliotecas e Museus da Universidade de Oxford.
Ovenden também atua como diretor do Centro de Estudos do Livro da Biblioteca Bodleiana e é professor titular do Balliol College. Ocupa os cargos de curador da Biblioteca Chawton House [en] e de vice-presidente da Fundação Kraszna-Krausz. No ano de 2009, foi eleito terceiro presidente da Digital Preservation Coalition [en] (DPC), sucedendo a Ronald Milne [en] e Lynne Brindley [en], cargo que permaneceu até 2013. Após dois anos, em 2015, retornou ao cargo honorário de presidente do DPC.
Foi eleito para a American Philosophical Society (APS) em 2015. Também é membro da Sociedade de Antiquários de Londres (SAL), tendo sido eleito em fevereiro de 2008.

## Biografia

### Primeiros anos e formação acadêmica
Richard Ovenden estudou na Deal Parochial e na Sir Roger Manwood's School [en] em Sandwich, Kent, no St Chad's College, Durham [en], na Universidade de Durham, onde dedicou-se aos estudos da biblioteconomia para se qualificar como bibliotecário na University College London (UCL) em 1987.

### Carreira
Ao longo de sua caurreira, Ovenden trabalhou em instituições de renome responsáveis pela guarda de conhecimento, incluindo a Biblioteca da Universidade de Durham, a Biblioteca da Câmara dos Lordes, na Biblioteca Nacional da Escócia e na Universidade de Edimburgo, onde foi responsável pela gestão do acervo da biblioteca, pelas coleções especiais e arquivos, e pelos museus e galeria de arte da universidade.
No ano de 2003, tornou-se conservador das coleções especiais e manuscritos ocidentais das Bodleian Libraries [en] e, em 2011, foi nomeado bibliotecário adjunto. Tornou-se um dos principais responsáveis pelo processo de digitalização do acervo da biblioteca, que vem ocorrendo desde 1994.
Ovenden é autor de John Thomson (1837–1921): photographer, publicado em 1997, um estudo sobre o fotógrafo escocês, e também escreveu Burning the Books, de 2020, que foi selecionado para o Prêmio Wolfson de História de 2021.
Foi condecorado com a Ordem do Império Britânico (OBE) nas Honras de Aniversário de 2019 pelos serviços prestados a bibliotecas e arquivos.

## Obras

### Livros editados
- Ovenden, Richard; McIlwaine, Catherine (2022). The Great Tales Never End: Essays in Memory of Christopher Tolkien. [S.l.]: Bodleian Library Publishing. ISBN 978-1-8512-4565-9
- Ovenden, Richard; Tolkien, Christopher (2025). The Bovadium Fragments: together with The Origin of Bovadium. [S.l.]: HarperCollins. ISBN 978-0008737764

### Livros publicados
- OVENDEN, Richard (1997). John Thomson (1837-1921): Photographer. Edimburgo: Stationery Office. 222 páginas. Consultado em 29 de julho de 2025
- OVENDEN, Richard (2020). Burning the Books: A History of Knowledge Under Attack. Londres: John Murray. 308 páginas. ISBN 9780674241206. Consultado em 29 de julho de 2025